# جنون البشر (مسرحية)
جنون البشر مسرحية كويتية عرضت في عام 1997 ليوم واحد على مسرح قصر بيان بحضور حكام دول مجلس التعاون الخليجي، حيث أقيمت المسرحية على شرفهم بمناسبة انعقاد أعمال القمة الخليجية في الكويت. وناقشت المسرحية قضية التجارة بالأعضاء البشرية. 

## بطولة
- سعاد عبد الله.
- سعد الفرج.
- خالد النفيسي.
- محمد المنصور.
- مريم الصالح.
- إبراهيم الصلال.
- علي المفيدي.
- عبد الرحمن العقل.
- منى شداد.